# Апеляційний суд Черкаської області
Апеляційний суд Черкаської області — колишній загальний суд апеляційної (другої) інстанції, розташований у місті Черкасах, юрисдикція якого поширювалася на Черкаську область.
Суд здійснював правосуддя до початку роботи Черкаського апеляційного суду, що відбулося 26 липня 2019 року.

## Місцезнаходження
За адресою Гоголя, 316 знаходиться служба судових розпорядників, відділ забезпечення діяльності судової палати у кримінальних справах, відділ забезпечення діяльності судової палати у цивільних справах, відділ кадрової роботи та державної служби, відділ організації діловодства (канцелярія), відділ інформаційно-документального забезпечення.
За адресою Верхня Горова, 29 знаходиться служба судових розпорядників, відділ забезпечення діяльності судової палати у цивільних справах, відділ планово-фінансової діяльності, бухгалтерського обліку та звітності, відділ інформаційно-документального забезпечення.

## Керівництво
Голова суду — Бабенко Володимир Миколайович
 Заступник голови суду — Бородійчук Володимир Георгійович
 Заступник голови суду — Єльцов Віктор Олександрович
 Керівник апарату — Стрелецька Олена Станіславівна.

## Показники діяльності у 2015 році
У 2015 році перебувало на розгляді 8088 справ і матеріалів (у тому числі 503 нерозглянутих на початок періоду). Розглянуто 7566 справ і матеріалів.
Кількість скасованих судових рішень — 264 (3.49 %).
Середня кількість розглянутих справ на одного суддю — 150,07.